# Cementeri Municipal (Catarroja)
El Cementeri Municipal és el cementiri de Catarroja (Horta Sud), una obra protegida com a Bé immoble de rellevància local amb el número 46.16.094-E9.
A la dècada del 2010 el consistori va invertir 281.000 en la construcció de 350 nous nínxols. El 2014 el consistori va anunciar la creació de 64 nous nínxols més amb una inversió de 50.000 euros.